# 小林穂波
小林 穂波（こばやし ほなみ、1947年（昭和22年）8月27日 - ）は、日本のジャーナリスト、実業家。仙台放送専務取締役、フジテレビ報道キャスターを務めた。東京都出身。

## 来歴
| 年表                          | 経歴                                                                       |
| ----------------------------- | -------------------------------------------------------------------------- |
| 1966年3月                     | 神奈川県立多摩高等学校卒業                                                 |
| 1971年3月                     | 早稲田大学政治経済学部卒業                                                 |
| 1971年4月                     | 産業経済新聞社へ入社。長野支局、整理部、経済部、社会部記者                 |
| 1978年2月                     | フジサンケイグループ内の人事異動でフジテレビへ入社、報道局スポーツ報道記者 |
| 1978年10月 - 1979年5月        | 『FNNニュースレポート6:00』ディレクター                                    |
| 1979年6月                     | 警視庁クラブ捜査1・3担当                                                   |
| 1980年4月                     | 警視庁クラブ担当                                                           |
| 1981年6月                     | 宮内庁クラブ担当                                                           |
| 1983年4月                     | 警視庁クラブサブキャップ兼警備・公安担当                                   |
| 1984年7月                     | 司法クラブ（キャップ）担当                                                 |
| 1988年4月                     | 報道デスク                                                                 |
| 1988年4月1日 - 1990年3月30日  | 『FNNモーニングコール』司会                                                |
| 1990年4月2日 - 1991年4月5日   | 『FNN朝駆け第一報!』司会                                                   |
| 1991年4月6日 - 1992年3月29日  | 『FNNスーパータイム』キャスター（休日）                                    |
| 1992年4月                     | 外信部デスク                                                               |
| 1992年4月 - 1997年3月         | 『週刊フジテレビ批評』コメンテーター                                       |
| 1992年7月 - 1993年6月         | 『FNN NEWSCOM』編集部                                                      |
| 1993年7月                     | 社会部デスク                                                               |
| 1994年7月                     | 外信部ソウル支局長                                                         |
| 1997年5月                     | 社会部長                                                                   |
| 2000年7月                     | 報道局次長・社会部長                                                       |
| 2001年7月                     | 広報部次長・広報部長                                                       |
| 2003年6月                     | 広報局長・視聴者総合センター室長                                           |
| 2003年6月                     | 仙台放送常務取締役                                                         |
| 2010年6月30日 - 2013年6月28日 | 仙台放送専務取締役                                                         |

## 著書
- 『死刑執行人からの手紙』悠飛社、1988年10月。ISBN 978-4946448003。

## 特技
- 剣道（7段）